# Романівська Буда
Романівська Буда (первісна назва — Селіванова Буда, в часи радянської влади — спочатку Червоне Село, до 18 лютого 2016 року — Червона Буда) — село в Україні, у Корюківській міській громаді Корюківського району Чернігівської області. Населення становить 87 осіб. До 2016 орган місцевого самоврядування — Охрамієвицька сільська рада.

## Географія
Село розташоване на річці Селищеза 26 км від районного центру і залізничної станції Корюківка та за 5 км від сільської ради. Висота над рівнем моря — 150 м.
На південь від села розташоване заповідне урочище «Шубинські Дачі».

## Історія
Село декілька разів змінювало свою назву. Як оповідають старожили спочатку село називалось Селіванова Буда, бо нею володів поміщик на прізвище Селіванов, коли село купив Романовський, воно отримало назву Романовська Буда.
У 1919 році в період радянської продрозверстки, село перше в районі виконало хлібозаготівлю, тому з липня 1920 року стало називатися Червоне Село, а пізніше Червоною Будою.
У Національній книзі пам'яті жертв Голодомору 1932—1933 років в Україні записано один мешканець села, який помер від голоду.
До 2016 року село Романівська Буда носило назву Червона Буда.
12 червня 2020 року, відповідно до розпорядження Кабінету Міністрів України № 730-р «Про визначення адміністративних центрів та затвердження територій територіальних громад Чернігівської області», увійшло до складу Корюківської міської громади.
19 липня 2020 року, в результаті адміністративно-територіальної реформи та ліквідації колишнього Корюківського району, село увійшло до складу новоутвореного Корюківського району.